# José Miró Cardona

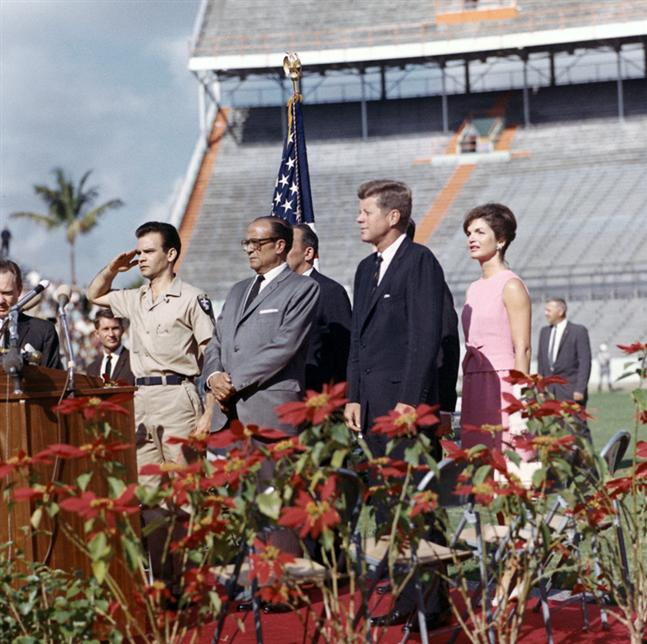
José Miró Cardona (Mitte, im grauen Anzug) neben US-Präsident John F. Kennedy, 1962

José Miró Cardona (* 22. August 1902 in Havanna; † 10. August 1972 in Puerto Rico) war ein kubanischer Anwalt und Politiker. Er war vom 5. Januar bis zum 16. Februar 1959 kubanischer Premierminister.

## Leben
Miró Cardona kam als Sohn des Helden des Kubanischen Unabhängigkeitskriegs General José Miró Argenter zur Welt und studierte nach seiner Schulausbildung Rechtswissenschaft. Er arbeitete als Strafverteidiger, war zweimal Vorsitzender des Anwaltsverbands von Havanna und war als Professor Lehrstuhlinhaber für Strafrecht an der Universität von Havanna, wo Fidel Castro einer seiner Studenten war.
Er war ein prominenter Kritiker der Regierung des 1952 durch einen Putsch an die Macht gekommenen Fulgencio Batista und versuchte Mitte der 1950er Jahre, durch Vermittlung eines Wahlbündnisses das Land aus der Krise zu führen. Nachdem seine diesbezüglichen Anstrengungen scheiterten, beteiligte er sich am „Conjunto de Asociaciones Cívicas“ (Zusammenschluss der zivilgesellschaftlichen Verbände), der den von Castro ausgerufenen bewaffneten Widerstandskampf aktiv unterstützte.
Nachdem er Batista 1958 zum Rücktritt aufgefordert und gegen die von diesem angesetzten Wahlen agitiert hatte, musste er über die uruguayische Botschaft ins Exil nach Florida flüchten, wo er anschließend die „Frente Cívico Revolucionario Democrático“ (Demokratische Revolutionäre Bürgerfront) leitete, eine Unterstützerkoalition für die in Kuba kämpfenden Revolutionäre. Nach der kubanischen Revolution Anfang Januar 1959 kehrte er sofort nach Havanna zurück.
Am 5. Januar wurde er zum Premierminister der revolutionären Übergangsregierung ernannt, bis er bereits im Februar zurücktrat und der bereits de facto die politischen Geschicke des Landes bestimmende Revolutionsführer Castro seinen Posten übernahm. Miró wurde kurz darauf zum kubanischen Botschafter in Spanien ernannt, von wo er im Januar 1960 zurück nach Kuba ging. Er wirkte weiterhin als Professor an der Universität Havanna und erlebte dort die schrittweise Beschneidung der akademischen Unabhängigkeit durch die Revolutionsregierung. Im Mai 1960 wurde er zum Botschafter in Washington bestimmt, trat diesen Posten jedoch nicht mehr an. Angesichts des immer deutlicher prokommunistischen Kurses der Revolutionsführung unter Castro erklärte er im folgenden Juli seinen Rücktritt sowohl als Botschafter als auch als Universitätsprofessor. Die argentinische Botschaft gewährte Miró Cardona politisches Asyl und im Oktober ging er über Buenos Aires nach Miami ins Exil.
Dort wurde er im März 1961 Vorsitzender des Consejo Revolucionario Cubano (Kubanischer Revolutionsrat, CRC), einer von der CIA im Vorfeld der Invasion in der Schweinebucht unterstützten Koalition verschiedener exilkubanischer Gruppen, die den Sturz Castros zum gemeinsamen Ziel hatten. Für den Fall einer erfolgreichen Operation war Miró als provisorisches Staatsoberhaupt des Landes vorgesehen. Wenige Tage vor Beginn der geheimen Operation veröffentlichte der CRC eine Erklärung, in der alle Kubaner zum bewaffneten Kampf gegen Fidel Castro aufgerufen wurden, der die Ideale der Revolution verraten und die Macht an sich gerissen habe.
Nach dem Scheitern der Invasion, an der auch sein Sohn José Miró Torra teilnahm und dabei in Gefangenschaft geriet, kritisierte Miró US-Präsident John F. Kennedy dafür, den kubanischen Oppositionellen die Unterstützung durch das US-Militär verweigert zu haben, was er als Verrat an den freiheitsliebenden Kubanern ansah. In Verhandlungen mit der US-Regierung versuchte er in der Folge weiter vergeblich, ein für ihn als notwendig erachtetes militärisches Eingreifen der USA zum Sturz Castros zu erwirken. Das Außenministerium warnte jedoch vor einer möglichen Reaktion der Sowjetunion und Kennedy schloss diese Option spätestens ab dem im Herbst 1962 zwischen den USA und der Sowjetunion vereinbarten Kompromiss zur Beilegung der Kubakrise endgültig aus.
Miró trat im April 1963 vom Vorsitz des CRC zurück und ging nach Puerto Rico, wo er bis zu seinem Tod 1972 als Professor für Strafrecht an der Universität lehrte und die Ausarbeitung des puerto-ricanischen Strafgesetzbuchs übertragen bekam.
José Miró Cardona war verheiratet und hatte zwei Kinder.